# Studietoelage
Een studietoelage (vroeger ook wel bekend onder de naam studiebeurs) is een financiële steun van de Vlaamse Gemeenschap voor het helpen dragen van de studiekosten. Daarmee zet de Vlaamse regering verder wat het Nationaal Studiefonds, opgericht na de Tweede Wereldoorlog in het kader van de democratisering van het onderwijs, op federaal niveau beoogde.

## Hoger onderwijs
Voor het hoger onderwijs houdt men in Vlaanderen rekening, behalve met de financiële draagkracht ook met de gevolgde studie en de behaalde studieresultaten (bijvoorbeeld het behalen van "credits" naar rato van een aantal studiepunten ). Ook het al dan niet huren van een kamer bepaalt mee de hoogte van de studietoelage. De toelage wordt altijd aan de student betaald, niet meer aan de ouders. Een student die recht heeft op een studietoelage, betaalt ook een lager inschrijvingsgeld. Zelfs als het gezinsinkomen net boven de grens valt, kan er een vermindering van inschrijvingsgeld zijn als zogeheten 'bijna-beursstudent'.
Meestal is een Vlaamse studietoelage lager dan het Nederlandse systeem van studiefinanciering. Dit heeft onder andere te maken met het feit dat de inschrijvingsgelden aan de Nederlandse hogescholen en universiteiten veel hoger liggen, en aan het feit dat Vlaamse studenten fiscaal nog ten laste van de ouders blijven, die voor hen ook nog kinderbijslag ontvangen.

## Secundair onderwijs
In het secundair onderwijs is de toelage beperkter: we spreken voor 2013-2014 over een minimum van 126,40 euro voor een voltijds leerling, tot een maximum van 1.115,90 euro als de leerling op het internaat verblijft. Voor zelfstandige leerlingen of specifieke opleidingen kan de toelage verschillen. Omdat er geen inschrijvingsgeld is, dient ze meer voor het helpen betalen van de schoolkosten (uitstappen, leermateriaal etc.). De toekenning gebeurt voornamelijk op grond van de financiële situatie van de ouders: het belastbaar inkomen, het aantal personen in het gezin, eventuele uitkeringen etc.
Vanaf schooljaar 2007-2008 worden de financiële toekenningsvoorwaarden herzien, en gelijkgeschakeld met die voor het hoger onderwijs. Daardoor komen meer gezinnen in aanmerking voor wat nu officieel een schooltoelage heet. Een van de belangrijke voorwaarden voor het hoger onderwijs, "studievoortgang", verdwijnt echter vanaf 2007-2008 voor het secundair onderwijs. Er is wel een leeftijdsgrens. Als een leerling te veel ongewettigd afwezig is gedurende twee opeenvolgende jaren of als hij niet tot het einde van het schooljaar les volgt, verliest de leerling het recht op een toelage.
De toelage gaat doorgaans naar de ouders, maar in uitzonderlijke situaties wordt het geld aan de leerling betaald. Dit gebeurt alleen als de leerling zijn onafhankelijkheid of zelfstandigheid kan aantonen.

## Basisonderwijs
Vanaf 2008-2009 wordt er ook een schooltoelage voor het basisonderwijs (kleuter en lager) en voor het deeltijds beroepssecundair onderwijs toegekend. De bedragen hiervoor zijn wat lager dan voor secundair. De financiële voorwaarden hetzelfde als die voor secundair en hoger.

## Verandering in 2019-2020
Vanaf schooljaar 2019-2020 verandert de toekenning van schooltoelagen (voor kleuter- lager en secundair onderwijs) volledig. De naam verandert in schooltoeslag.
De schooltoeslag maakt nu deel uit van het Groeipakket, de Vlaamse kinderbijslag en er is geen verband meer met de studietoelagen voor het hoger onderwijs. De financiële voorwaarden voor het recht op een schooltoeslag zijn dan niet meer gelijk aan die van het recht op een studietoelage.
Betaling van de schooltoeslag gebeurt door de 'uitbetalers' (gefusioneerde kinderbijslagfondsen), net zoals de andere bedragen die deel uitmaken van het Groeipakket.